# 小宏城遗址
小宏城遗址，位于中国河北省张家口市沽源县小宏城子，1982年7月23日公布为河北省文物保护单位，2006年5月25日公布为第六批全国重点文物保护单位。